# Municipio de Groveland (condado de LaSalle)
El municipio de Groveland (en inglés: Groveland Township) es un municipio ubicado en el condado de LaSalle en el estado estadounidense de Illinois. En el año 2010 tenía una población de 628 habitantes y una densidad poblacional de 6,59 personas por km².

## Geografía
El municipio de Groveland se encuentra ubicado en las coordenadas 40°58′14″N 88°59′21″O / 40.97056, -88.98917. Según la Oficina del Censo de los Estados Unidos, el municipio tiene una superficie total de 95.25 km², de la cual 95,25 km² corresponden a tierra firme y (0 %) 0 km² es agua.

## Demografía
Según el censo de 2010, había 628 personas residiendo en el municipio de Groveland. La densidad de población era de 6,59 hab./km². De los 628 habitantes, el municipio de Groveland estaba compuesto por el 96,66 % blancos, el 1,59 % eran afroamericanos, el 0,16 % eran amerindios, el 1,11 % eran de otras razas y el 0,48 % eran de una mezcla de razas. Del total de la población el 1,27 % eran hispanos o latinos de cualquier raza.